# Åsum Sogn
Åsum Sogn er et sogn i Hjallese Provsti (Fyens Stift.
I 1800-tallet var Åsum Sogn anneks til Seden Sogn. Begge sogne hørte til Åsum Herred i Odense Amt. Seden-Åsum sognekommune gik i 1966 sammen med Agedrup Sogn i Bjerge Herred, også i Odense Amt. De dannede Fjordager Kommune, men den var ikke stor nok, så den blev ved kommunalreformen i 1970 indlemmet i Odense Kommune.
I Åsum Sogn ligger Åsum Kirke.
I sognet findes følgende autoriserede stednavne:
- Lunden (bebyggelse)
- Lundsgård (bebyggelse)
- Rågelund (bebyggelse, ejerlav)
- Åsum (bebyggelse, ejerlav)